# Hornby (Nueva York)
Horby es un pueblo ubicado en el condado de Steuben en el estado estadounidense de Nueva York. En el año 2000 tenía una población de 1,742 habitantes y una densidad poblacional de 16 personas por km².

## Geografía
Horby se encuentra ubicado en las coordenadas 42°13′38″N 77°1′36″O / 42.22722, -77.02667.

## Demografía
Según la Oficina del Censo en 2000 los ingresos medios por hogar en la localidad eran de $38,060, y los ingresos medios por familia eran $41,389. Los hombres tenían unos ingresos medios de $34,821 frente a los $27,500 para las mujeres. La renta per cápita para la localidad era de $16,743. Alrededor del 12.3% de la población estaban por debajo del umbral de pobreza.